# Schwarzer Berg (Spessart)
Der Schwarze Berg ist ein Berg im Orber Reisig, einem Höhenzug im nördlichen Spessart zwischen Jossgrund und Bad Orb im hessischen Main-Kinzig-Kreis. Er erreicht eine Höhe von 521,2 m ü. NHN, ist bewaldet und bietet keine Aussicht. Über den Berg verläuft der Eselsweg und über den Gipfel die Grenze zwischen der Gemeinde Jossgrund und dem Gutsbezirk Spessart.